# 필 모그
필 모그(Phil Mogg, 1948년 4월 15일 ~ )는 잉글랜드의 가수로, UFO의 보컬로 활동하고 있다.